# Alex Henery
Alex Henery (Omaha, 18 agosto 1987) è un giocatore di football americano statunitense che gioca nel ruolo di kicker per i Philadelphia Eagles della National Football League (NFL). Fu scelto nel corso del quarto giro (120º assoluto) del Draft NFL 2011 dagli Eagles. Al college ha giocato a football all'Università del Nebraska-Lincoln.

## Carriera professionistica

### Philadelphia Eagles
Henery fu scelto dai Philadelphia Eagles nel corso del quarto giro del Draft 2011. Iniziò la stagione 2011 come kicker titolare degli Eagles e stabilì l'allora primato NFL per la maggior accuratezza nei field goal. Nella 16 calciò un field goal da 51 yard, il più lungo della stagione, nella vittoria 20−7 sui Dallas Cowboys al Cowboys Stadium.
Nel secondo anno con gli Eagles, Henery stabilì il nuovo record di franchigia segnando 18 field goal consecutivi, primato che portò fino a 22, prima di sbagliare un field goal da 58 yard nella settimana 14 contro i Tampa Bay Buccaneers.

## Vittorie e premi
Nessuno

## Statistiche
| Field goal tentati   | 58    |
| Field goal segnati   | 51    |
| Percentuale          | 87,9% |
| Field goal più lungo | 51    |

Statistiche aggiornate alla stagione 2012